# Бруствер

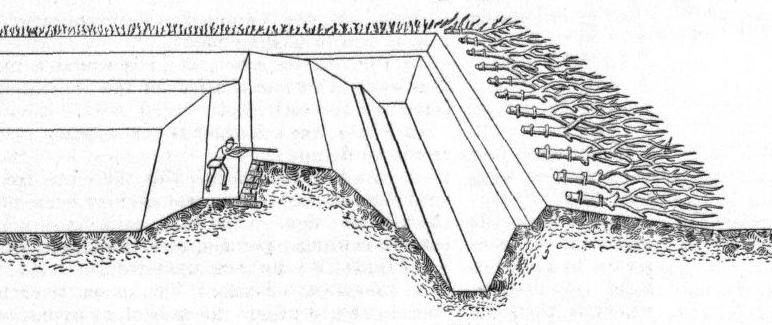
Бруствер и передовой ров с засекой.

Бру́ствер (нем. Brustwehr, от Brust — грудь и Wehr — защита) — насыпь в фортификационном сооружении, предназначенная для удобной стрельбы, защиты от пуль и снарядов, а также для укрытия от наблюдения противника; вместе с тем бруствер служит для образования боевой позиции, а в укреплениях представляет и дополнительную преграду на случай штурма.

## Устройство

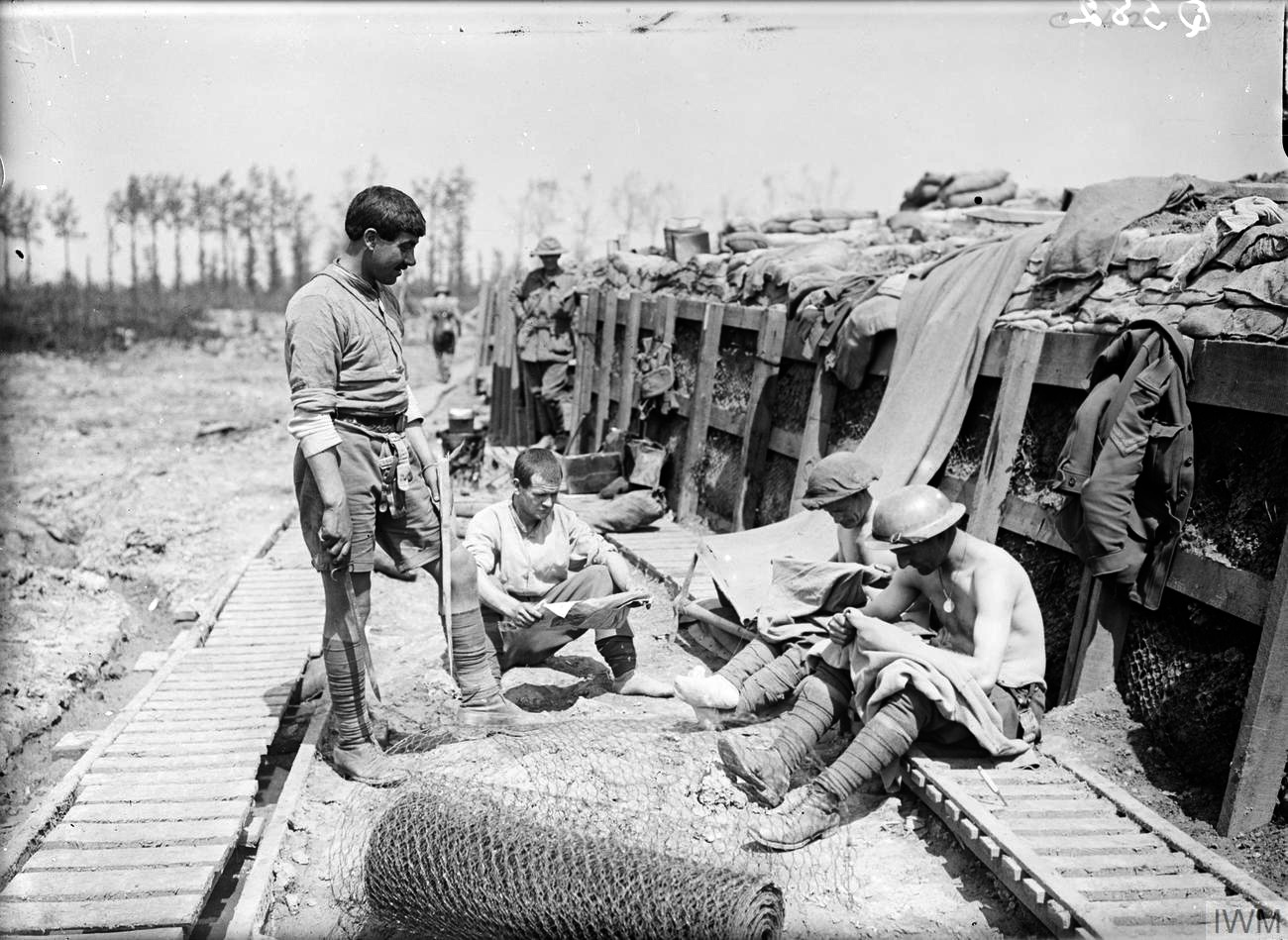
Солдаты ПМВ за бруствером.

На внутренней стороне бруствера располагается барбет, на внешней — бермы. Бруствер может изготавливаться из железа (см. Броневой бруствер), природного камня, дерева и других подручных стройматериалов, а также их различных сочетаний, но чаще всего применяется обычная земля. Происходит это по следующим причинам: земля почти всегда под рукой; возведение земляного бруствера проще и занимает меньше времени; земляной бруствер при попадании в него снарядов не даёт осколков (как дерево, природный камень и так далее); земля самый дешёвый материал, который, как правило, остаётся после рытья окопов и траншей.
Для приспособления бруствера к стрельбе к нему присыпают ступеньку, на которую люди становятся во время стрельбы. Ступенька эта называется банкетом, или стрелковой ступенью.
Примыкающая к брустверу верхняя часть крепостного вала, предназначенная для размещения орудий, называется валганг.

## См. также

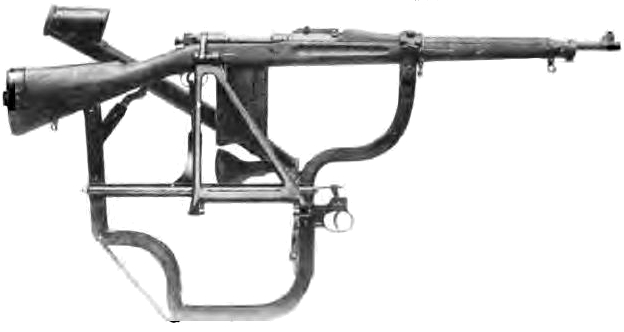
Перископная винтовка типа Элдера, на американской винтовке Springfield M1903 (1918 г.). Устройство было разработанно для ведения траншейной войны и оно позволяло стрелку вести огонь через бруствер окопа, оставаясь при этом в укрытии и под защитой.